# إيغي (زرقطن)
إيغي هي إحدى مشيخات المملكة المغربية، تتبع جغرافيا لإقليم الحوز وإداريًا لزرقطن. يقدر عدد سكانها بـ 6081 نسمة حسب الإحصاء الرسمي للسكان والسكنى لسنة 2004.